# Anton Rajec
Ing. Anton Rajec (* 27. listopadu 1949) je bývalý slovenský fotbalista, trenér a učitel. Byl ředitelem nitranské ZŠ svätého Marka (1992–2015). Kromě fotbalu se věnuje i stolnímu tenisu, běhu a běhu na lyžích.

## Hráčská kariéra
V československé lize hrál za AC Nitra. Nastoupil v 1 ligovém utkání. Gól v lize nedal.

## Ligová bilance
| Ročník                                   | Zápasy | Góly | Klub     |
| ---------------------------------------- | ------ | ---- | -------- |
| 1. československá fotbalová liga 1971/72 | 1      | 0    | AC Nitra |
| CELKEM                                   | 1      | 0    |          |

## Trenérská kariéra
Po skončení hráčské kariéry byl trenérem a pedagogem.